# Commiphora eminii
Commiphora eminii är en tvåhjärtbladig växtart. Commiphora eminii ingår i släktet Commiphora och familjen Burseraceae.

## Underarter
Arten delas in i följande underarter:
- C. e. eminii
- C. e. trifoliolata
- C. e. zimmermannii